# Galapagos-Stierkopfhai
Der Galapagos-Stierkopfhai (Heterodontus quoyi) ist eine Art der Stierkopfhaie mit einer Körperlänge von maximal 60 cm. Er kommt nur im östlichen Pazifik  vor der Küste von Peru sowie um die Galápagos-Inseln vor.

## Aussehen und Merkmale
Der Galapagos-Stierkopfhai hat eine Körperlänge von durchschnittlich 40 bis 50 cm und kann Maximalgrößen von 60 cm erreichen. Er hat eine hellbraune bis graue Körperfärbung mit großen dunklen Flecken, die über den gesamten Körper verteilt sind.
Der Hai besitzt einen zylindrischen Körper mit einem konisch geformten Kopf. Die Schnauze ist sehr klein und breit gerundet, die Augenwülste sind niedrig ausgeprägt. Er besitzt eine Afterflosse und zwei Rückenflossen, die beide bedornt sind. Die erste Rückenflosse beginnt über der Basis der Brustflossen, die zweite Rückenflosse weit hinter den Bauchflossen. Der Hai besitzt fünf vergleichsweise lange Kiemenspalten und ein sehr kleines Spritzloch (Spiraculum) unterhalb des Auges.

## Lebensweise
Über die Lebensweise der Art ist bisher nur sehr wenig bekannt. Dieser Hai lebt in Küstennähe (Gezeitenzone) im Bereich des Kontinentalschelfs sowie an Inselsockeln, kann jedoch auch in tieferen Gewässerbereichen angetroffen werden. Er ernährt sich räuberisch vor allem von Krebsen, jagt jedoch auch andere wirbellose Tiere sowie kleine Fische.
Er ist wie alle Stierkopfhaie wahrscheinlich eierlegend (ovipar), wobei die Eier selbst noch nicht eindeutig identifiziert werden konnten. Die Junghaie schlüpfen mit einer Größe von etwa 17 cm, danach wandern sie zum Schutz vor größeren Räubern in Ästuare und flache Buchten ab. Die Geschlechtsreife erreichen die Tiere wahrscheinlich bei einer Länge von ungefähr 48 cm.

## Verbreitung

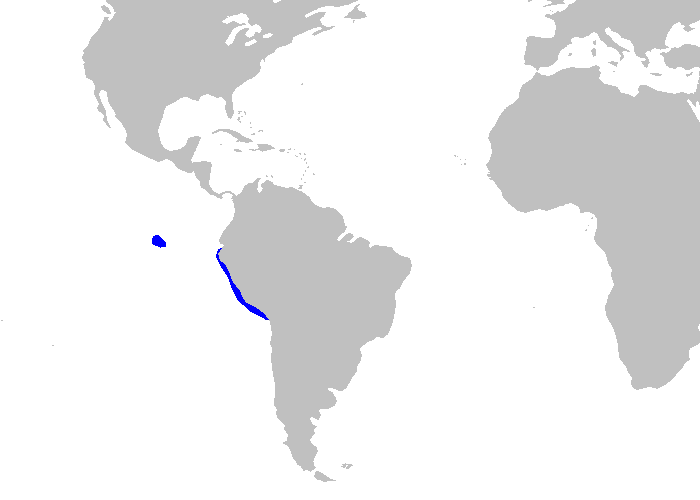
Verbreitungsgebiete des Galapagos-Stierkopfhais

Der Galapagos-Stierkopfhai kommt nur im östlichen Pazifik  vor der Küste von Peru sowie um die Galapagos-Inseln vor.